# Apela asema
Apela asema är en fjärilsart som beskrevs av Forbes 1939. Apela asema ingår i släktet Apela och familjen tandspinnare. Inga underarter finns listade i Catalogue of Life.